# Cave 54

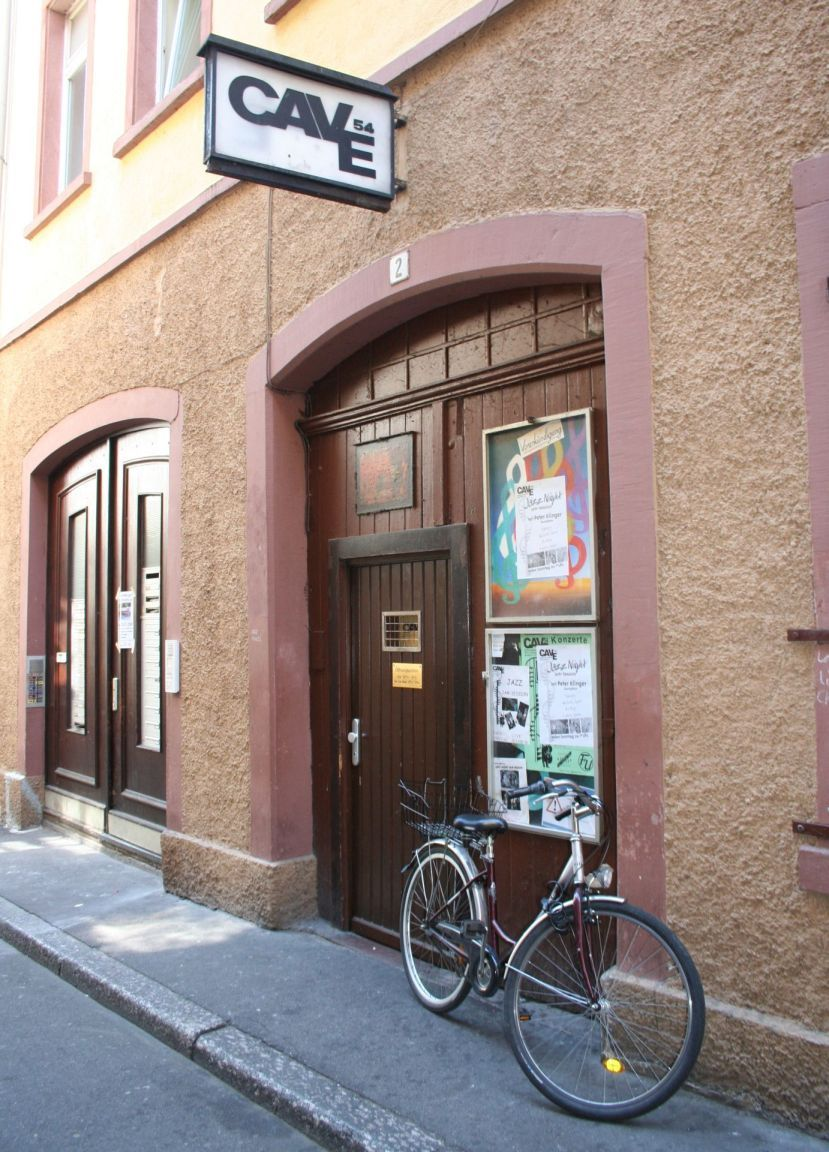
Club Cave 54, Juli 2008

Das Cave 54 (kurz Cave, französisch für Keller, ausgesprochen [ka:f]) gilt als der älteste Studentenjazzclub Deutschlands. Er befindet sich in einem Keller in der Krämergasse der Heidelberger Altstadt.

## Geschichte
Cave 54 wurde als Jazzkeller im Februar 1954 von Heidelberger Studenten gegründet, die sich in einem „Verein zur Förderung und Pflege studentischer Geselligkeit“ zusammengeschlossen hatten. Es stellte somit eine Alternative zu den bestehenden studentischen Veranstaltungen und Vereinigungen dar. Fortan trafen sich im Cave Menschen, die gern mit Freunden diskutierten und Jazz schätzten. Als Hausband wurde hier zunächst das Quartett von Wolfgang Lauth engagiert. Im Frühjahr 1955 wurde dann Karl Berger Hauspianist, später Jutta Hipp. Sie spielten den ersten Set des Abends. Im zweiten Set war damals allabendlich eine Jamsession, zu der amerikanische Musiker kamen, die in der Umgebung stationiert waren und in den Army-Bigbands spielten, darunter Musiker wie der Pianist Cedar Walton, der Altsaxophonist Carlos Ward, der Trompeter Don Ellis und der Schlagzeuger Lex Humphries. Auch durchreisende Jazzgrößen wie Louis Armstrong, Ella Fitzgerald, Dizzy Gillespie, Oscar Peterson oder Lionel Hampton, die etwa im Rahmen der Truppenbetreuung in Heidelberger Kasernen zu Gast waren, kamen nach ihren dortigen Gigs in den Keller zu den Sessions. Fritz Rau machte im Cave 54 als Kassenwart und Organisator seine ersten Gehversuche in der Veranstaltungsbranche als Konzertveranstalter. Nach Joachim Ernst Berendt war das Cave aus der „deutschen Jazzgeschichte jener Jahre nicht wegzudenken“.
Daneben war das Cave 54 ein Forum zur Auseinandersetzung mit der deutschen Vergangenheit vor 1945. Amerikanische Schriftsteller wie James Baldwin oder Thornton Wilder hielten kritische Vorträge und Diskussionen in dem Jazzkeller.
In den 1970ern wurde das Cave zu einer Diskothek. Heute werden wieder Jazzkonzerte im Cave 54 angeboten, daneben auch Blues. Eine Tradition sind die Jazz-Jamsessions jeden Dienstag, die für ihre hohe Qualität gelobt werden.